# Schefflera patula
Schefflera patula är en araliaväxtart som först beskrevs av Henry Hurd Rusby, och fick sitt nu gällande namn av Hermann August Theodor Harms. Schefflera patula ingår i släktet Schefflera och familjen araliaväxter. Inga underarter finns listade.